# Манол Йотов
Манол Йотов Стаменов или Манол Иванов е български революционер, деец на националноосвободителното движение в Западните покрайнини, член на ВЗРО „Въртоп“.

## Биография
Манол Йотов е роден през 1905 година в село Моинци, по това време в границите на Княжество България. По професия е хлебар. След окупирането на Западните покрайнини от сръбски военни части през ноември 1920 година остава в родното си село, но през 1922 година се установява в България – в Кюстендил и София. Става член на Царибродското дружество „Нишава“ и на ВЗРО „Въртоп“. В периода 1929 – 1931 година е един активните бойци на крилото на Иван Гьошев във ВЗРО.

На 3 март 1930 година заедно с Асен Николов извършва атентат при хотел „Национал“ в Пирот, насочен срещу сръбския подполковник Груич, началник на разузнавателната служба със седалище Цариброд. По-късно, тъй като зрението му се влошава е снет от полева дейност и е куриер на ВЗРО. Живее в Курило. След 19 майския преврат укрива Асен Николов и други въртопци. Подпомага семейството на Асен Николов, докато е в затвора. През 1937 година се заселва със семейството си в Староселец, Новозагорско, а след 1941 година се установява в Драмско. През 1943 година пише за своето минало: 
| „ | Породеният патриотизъм още от малък юноша, не остана равнодушен, ставам член и заклетник на В.З.Р.О. ВЪРТОП. Още в първите акции вземах живо участие, като организиран четник с пушка в ръка съм вземал участие за свободата на поробените БЪЛГАРИ и БЪЛГАРСКИ ЗЕМИ... | “ |

След Деветосептемврийския преврат се укрива. В 1977 година още е жив.